# Баришівський історико-краєзнавчий музей
Баришівський історико-краєзнавчий музей — історико-краєзнавчий музей у смт Баришівці, зібрання матеріалів з історії, культури та видатних особистостей Баришівського краю.

## Загальні дані
Баришівський історико-краєзнавчий музей розташований в історичному будиночку неподалік центру Баришівки за адресою: 
вул. Добра, буд. 23-а, смт Баришівка (Київська область), Україна.
Приміщення музейного закладу є колишнім панським маєтком, побудованим на початку ХХ століття паном Гладишем, який в роки Жовтневої революції виїхав зі своєю родиною за кордон (зі свідчень, до Англії). У цьому ж будинку в 1920—23 роках працював вчителем відомий поет М. Зеров, перебували поети Максим Рильський, Юрій Клен, Михайло Драй-Хмара, Віктор Петров (Домонтович), Павло Пилипович.
Музейний заклад працює від 9-00 до 16-00 години та за замовленням, вихідний день — понеділок.

## З історії та експозиції
Краєзнавчий музей у Баришівці був заснований у 1977 році. 
Із незалежністю України (1991) у музеї було здійснено необхідну часткову реекспозицію.
Баришівський історико-краєзнавчий музей має такі експозиції:
- на тему німецько-радянської війни;
- археологічна;
- виставка «Мистецтво в Баришівському краї»;
- експозиція «Видатні люди Баришівщини» та інші.

У Баришівському історико-краєзнавчому музеї час від часу працюють виставки робіт народних умільців та колекціонерів містечка. Серед них — вироби з лозоплетіння Анатолія Михайловича Сюльдіна; колекція значків та нагрудних знаків, зібрана Валентином Григоровичем Васильком; виставка живописних робіт (квіти, натюрморти, пейзажі) жительки Баришівки, нині вчительки-пенсіонерки, Ольги Іванівни Усенко тощо. Відчутну допомогу в справі розвитку історико-краєзнавчого музею надав житель Баришівки Олександр Миколайович Євдокименко. Експозиція музею поповнюється постійно.

## Виноски
1. ↑  Баришівка: Завітайте на екскурсію на www.baryshivka.kiev.ua (Баришівка та Баришівський район). Архів оригіналу за 1 лютого 2011. Процитовано 6 вересня 2010. [Архівовано 2011-02-01 у Wayback Machine.]